# Brando Giordani
Brando Giordani, all'anagrafe Ildebrando Giordani (Roma, 13 luglio 1931 – Roma, 25 settembre 2012), è stato un giornalista, regista, autore televisivo e sceneggiatore italiano, figlio dello scrittore e politico Igino, membro dell'Assemblea Costituente.

## Biografia
Entra a vent'anni alla radio, per poi passare al Telegiornale di Vittorio Veltroni, il primo TG dell'era televisiva.
Dopo aver firmato molti reportage di inchiesta sociale, visita l'India, Hong Kong e il Giappone e realizza documentari, fra i quali Missioni italiane in Asia; collabora con Enzo Biagi a RT Rotocalco Televisivo, il primo "rotocalco" in TV. Con Biagi, Aldo Falivena e suo fratello Sergio Giordani, firma il film-documentario Italia proibita. Con Ugo Zatterin firma un "libro bianco" sui Meridionali a Torino e un altro sugli ergastolani a Porto Azzurro, Ergastolo. Collabora a TV7 con vari servizi, in particolare con La vedova della lupara (1964), su Serafina Battaglia Leale, la prima donna a rompere la cortina di omertà che circondava la mafia siciliana.
Nel 1966 è chiamato da Fabiano Fabiani a dirigere TV7, definito dalla stampa un nuovo modo di fare giornalismo. Nel 1969 lascia l'impegno a TV7, a causa di un servizio sul Vietnam di Furio Colombo e segue Fabiani ai "Programmi speciali e culturali", insieme a Furio Colombo, a Emmanuele Milano, ad Enzo Golino, a Corrado Augias e a Giovanni Minoli.
È il periodo delle grandi inchieste a puntate, firmate da scrittori come Ennio Flaiano, Goffredo Parise, Alberto Moravia, Luciano Berio, Tullio De Mauro, per la regia di Roberto Rossellini, di Ermanno Olmi, di Vittorio De Sica, di Alessandro Blasetti, di Pier Paolo Pasolini, di suo fratello Sergio e anche il tempo della TV dei ragazzi di Paola De Benedetti e Beppe Lisi.
È sua l'idea, poi divenuta una delle coproduzioni più importanti nella storia della TV europea, dello sceneggiato televisivo Gesù di Nazareth di Franco Zeffirelli.
Sua è la regia de La violenza e la Pietà, documento unico - diffuso in tutto il mondo per volontà di Ettore Bernabei a titolo gratuito - sul restauro della Pietà vaticana, danneggiata da un folle nella basilica di San Pietro in Vaticano, che si chiude con l'immagine della Madonna, con il Cristo in braccio, alla quale si sovrappone quella di una madre vietnamita con il figlio. La violenza e la Pietà arrivò nella cinquina dei premi Oscar, nel sezione "documentari": il primo caso, per la televisione italiana. Il documentario è stato trasmesso nel maggio 2012, a quarant'anni di distanza, da Rai Storia in Dixit Stelle, con una intervista a Brando Giordani, e da Rai 5.
Dopo la riforma della Rai del 1975 torna al giornalismo come vicedirettore del neonato TG2 e inventa e realizza con Emilio Ravel uno dei programmi più popolari del dopo-riforma, Odeon. Tutto quanto fa spettacolo, primo esemplare italiano di informazione-spettacolo e primo programma in collaborazione tra rete e testata. Al programma collabora per le musiche Paolo Giaccio.
Nel 1978 lavora al lancio della Terza Rete; nel 1979 diventa capostruttura a Rai 1. Qui crea Variety, settimanale di spettacolo, e segue la realizzazione del kolossal Marco Polo, vincitore del premio Emmy per il miglior film dell'anno, venduto con successo in tutto il mondo e apripista del filone delle grandi coproduzioni internazionali della Rai.
In quel periodo, nel 1980, firma anche il lungometraggio per il cinema SuperTotò (30 film in uno), con Emilio Ravel, prodotto da Luigi e Aurelio De Laurentiis e distribuito dalla Titanus.
È ideatore per Rai 1 di nuove formule per l'intrattenimento, come la fortunata serie Colosseum; programmi quotidiani come Italia Sera, il contenitore che apre la strada ai format del preserale; come Pronto, Raffaella?, che nel 1982 inaugura la fascia di mezzogiorno; come Piacere Raiuno, con Piero Badaloni, che tra il 1989 e il 1992 porta per cinque giorni a settimana la TV in diretta in giro per i teatri e per le realtà meno conosciute della provincia italiana. È ideatore di appuntamenti settimanali come Mister Fantasy, con Carlo Massarini e Mario Luzzatto Fegiz; come Ieri, Goggi e domani, con Loretta Goggi; come Immagina, che firma insieme con Paolo Giaccio e che è condotto da Edwige Fenech.
Vive anche l'esperienza di Unomattina. Sono gli anni in cui va in onda Maratona d'estate di Vittoria Ottolenghi e Foto Finish, scritto da Carla Vistarini e da Giancarlo Del Re, con il danzatore Louis Falco. Sono i due programmi che portano la danza in televisione.
Dopo un periodo alla vicedirezione del TG1 (diretto da Demetrio Volcic), nel 1994 è nominato direttore di Rai 1, dove conclude la sua carriera in Rai, con programmi, come Il Fatto di Enzo Biagi, Credere non credere di Sergio Zavoli e Carràmba! Che sorpresa, con Raffaella Carrà, il suo primo programma con il pubblico in studio. Nell'anno successivo continua a collaborare con la Rai, ricominciando all'alba con Uno Mattina estate.
Dopo una breve esperienza a Telemontecarlo, chiamato da Biagio Agnes, da libero professionista realizza per RaiSat programmi sui nuovi luoghi del divertimento, per il settimanale del TG1 Frontiere, un'inchiesta su Il popolo del fitness e, per Speciale TG1 realizza Gioco di squadra, con un documentario sul 118, il numero dell'Emergenza sanitaria.
Conclude la sua carriera dopo aver lavorato a Sky e per alcuni anni a TV2000, per cui inventa e realizza il programma quotidiano Formato famiglia che segue fino al 2011. Lascia, incompiuto, un progetto che lo impegna, sulle orme di suo padre, in campo ecclesiale.
In oltre cinquanta anni di attività televisiva ha ideato e realizzato programmi di successo, ottenendo lusinghieri riconoscimenti della critica sui generi più diversi: dall'informazione ai programmi culturali, dal teatro inchiesta agli sceneggiati, dal varietà ai “contenitori” in diretta.
Brando Giordani era molto legato al promontorio dell'Argentario, località che ha frequentato per oltre 40 anni, dove possedeva una residenza.
È scomparso il 25 settembre 2012 all'età di 81 anni dopo una breve malattia, a Roma. Il funerale è celebrato a Roma, dopo due giorni, nella chiesa di San Francesco in piazza di Monte Gaudio.

## Scritti
- Brando Giordani, I paesi sottosviluppati e il neocolonialismo nell'enciclica, in Testo dell'enciclica Mater et magistra di Giovanni 23, Roma, Centro sociale cristiano, 1961,  pp. 35-37, SBN TO01204406.

## Filmografia
- Italia proibita, con Enzo Biagi, Aldo Falivena e Sergio Giordani – film-documentario (1963)
- La violenza e la Pietà – documentario (1972)
- Alle origini della mafia, con Enzo Muzii – miniserie TV (1976)
- Brando Giordani e Emilio Ravel (regia), SuperTotò, s.l., s.e., post 1980, SBN LO10835345. Antologia di spezzoni di 18 film, raccolti in capitoli: La maschera, Le donne, L'arte di arrangiarsi, La fame, I ricchi, I prepotenti, Il varietà, Per gli uomini contro i caporali.